# لشگری
لشگری می‌تواند به یکی از این افراد اشاره نماید:
- حسین لشگری
- بزرگ لشگری
- احسان لشگری
- علی لشگری